# Vanguard–1
A Vanguard–1 a világ negyedikként felbocsátott műholdja és egyben a legrégebbi, amely napjainkban is a világűrben kering. Az űreszközt az Egyesült Államok bocsátotta fel hármas céllal:
1. A világ első emberkéz alkotta tárgya lett volna, amely eljutott a világűrbe.
2. A Vanguard-program keretében fejlesztett háromfokozatú hordozóeszköz képességeinek igazolása.
3. A Föld körüli pályán uralkodó körülmények hatásának felmérése egy műholdra és annak rendszereire vonatkozóan.

## A műhold
Külső megjelenését tekintve a műhold egy 152 mm átmérőjű alumínium gömb volt, amelyből hat darab 258 mm-es rugóval aktivizált antenna ágazott ki. A műhold külső burkolatán helyet kapott még 6 db napelem is, a szonda hosszútávú energiaellátására.
A szonda belsejében főműszerként kapott helyet egy 10 mW teljesítményű, higany akkumulátorral működő, 108 MHz frekvencián sugárzó és egy napelemekkel működtetett 5 mW-os teljesítményű, 108,03 MHz-en sugárzó rádióadó. A rádiók mellett a műhold két termisztort is vitt magával, amelyek a belső hőmérséklet változását jelezték a gömb belsejében. A 16 napig tartó méréssorozat a szonda hővédelmének hatékonyságáról szolgáltatott adatokat. A rádióadások amellett, hogy a hőmérsékleti adatokat sugározták a Földnek, még a repülés nyomonkövetését is segítették, valamint a szonda és a földi vevőállomások közötti elektron-sűrűség meghatározására is adatokat szolgáltattak.

## A küldetés
A szonda elsődleges célja hosszú ideig az volt, hogy a világ első emberkéz alkotta, űrbe juttatott objektuma legyen. A Szputnyik–1-gyel azonban a Szovjetunió megelőzte az Egyesült Államokat, így műholdnak ezt a politikai célt nem sikerült teljesíteni. Ezután az USA első űreszközének szánták, ám egy startbaleset miatt ez sem sikerült, az Explorer–1 műhold is megelőzte.
Tudományos szempontból hármas küldetéssel indult a Vanguard–1. A rádióadások bemérésével a Föld pontos alakjára vonatkozó, a felső atmoszféra sűrűségének megállapítását célzó, valamint a napelemek élettartamának felmérésére irányuló kísérleteket bíztak a tervezői a műholdra.
A három fokozatú Vanguard rakéta 1958. március 17-én 654x3969 km-es ellipszis pályára állította a Vanguard–1-et. Egy keringést 134 perc 12 másodperc alatt tett meg a műhold a 34° 15`-es pályahajlású pályán. A pályahajlás beállítása érdekes, hisz míg a Szputnyik–1 éppen azzal okozott pánikot Amerikában, hogy keringése során elhaladt az Egyesült Államok felett, addig a Vanguard kínosan tiszteletben tartotta a Szovjetunió legdélibb határát és így egy pillanatig sem repült felette.
Az eredeti pályaszámítások szerint a műhold 2000 évig fenn maradhatott volna, ám a későbbiekben az atmoszféra fékező hatása, valamint a naptevékenységi maximumban az erős napszél jelentősen megváltoztatta a mozgását, így az eredetihez képest napjainkban már csak 240 évre tehetjük a várható keringési időt.
A műholdon elhelyezett műszerek közül az akkumulátorral működő rádióadó már 1958 júniusában beszüntette működését, míg a napelemes műszer egészen 1964 májusáig működőképes maradt.

## A küldetés eredményei

### Rádió iránymérések
A szondán két rádiójának adásait felhasználva mérték ki pontosan a Föld alakját. Az adatok kimutatták, hogy a Föld nem gömb forma, hanem észak-déli irányban aszimmetriát mutat, a sarkoknál lapultabb. A rádióadásokat ezen kívül felhasználták még a rádióadó és a földi vevőállomások közötti tér elektronsűrűségének meghatározására is.

### A légkör sűrűségének a szonda mozgására gyakorolt hatásai
Eredetileg erre vonatkozó mérések nem szerepeltek a küldetés terveiben, ám a repülés során felmerült, hogy egyszerűen kivitelezhető lenne. Lévén a műhold teljesen szimmetrikus, a pályájának, sebességének változásait csak külső behatások okozzák, elsősorban a felső légkör. A felső légkör sűrűsége pedig a magasságtól, napszaktól (megvilágítottságtól), naptevékenységi ciklustól függ. E két feltevésből kiindulva a szonda optikai, rádió és radaros követésével következtetni lehetett a légkör sűrűségére és a különböző szempontok alapján eloszlási térképeket készítettek belőle a kutatók.

## Külső források

### Magyar oldalak
- Múltkor – Űrkutatás: a bölcsőn túli élet

### Külföldi oldalak
- Vanguard – A History (NASA SP-4202, 1970) online könyv Archiválva 2018. október 7-i dátummal a Wayback Machine-ben